# Iris et Lilas
Iris et Lilas est un tableau réalisé en 1920 par le peintre français Pierre Bonnard. De format horizontal, cette huile sur toile est une nature morte qui représente un bouquet de fleurs notamment composé d'iris et de lilas. L'œuvre est conservée à la Fondation Bemberg, un établissement muséal toulousain constitué autour de l'ancienne collection privée de Georges Bemberg.